# Озёрное (Донецкий сельский округ)
Озёрное (каз. Озёрное) — село в Тайыншинском районе Северо-Казахстанской области Казахстана. Село входит в состав Донецкого сельского округа с центром сельского округа - селом Донецкое. 
Код КАТО — 596039400.

## Население
В 1999 году население села составляло 224 человека (118 мужчин и 106 женщин). По данным переписи 2009 года, в селе проживало 187 человек (93 мужчины и 94 женщины).

После переписи 04.04.2021 года, Озёрное включили в список неперспективных сёл (к перспективным населенным пунктам относят те, в которых более 250 жителей). Насчитывает оно 150 человек.